# The Safe Drinking Water and Toxic Enforcement Act of 1986
The Safe Drinking Water and Toxic Enforcement Act of 1986 (umgangssprachlich Proposition 65, kurz: CP65) ist ein kalifornisches Kennzeichnungsgesetz, das 1986 von einer Direktwählerinitiative (direct voter initiative) mit einem Ergebnis von 63 % zu 37 % verabschiedet wurde. Ziel ist es, Trinkwasserquellen vor giftigen Stoffen zu schützen, die krebserregend sind, Geburtsdefekte (Entwicklungsschädigend) oder andere reproduktive Gefährdungen verursachen können.

## Einführung

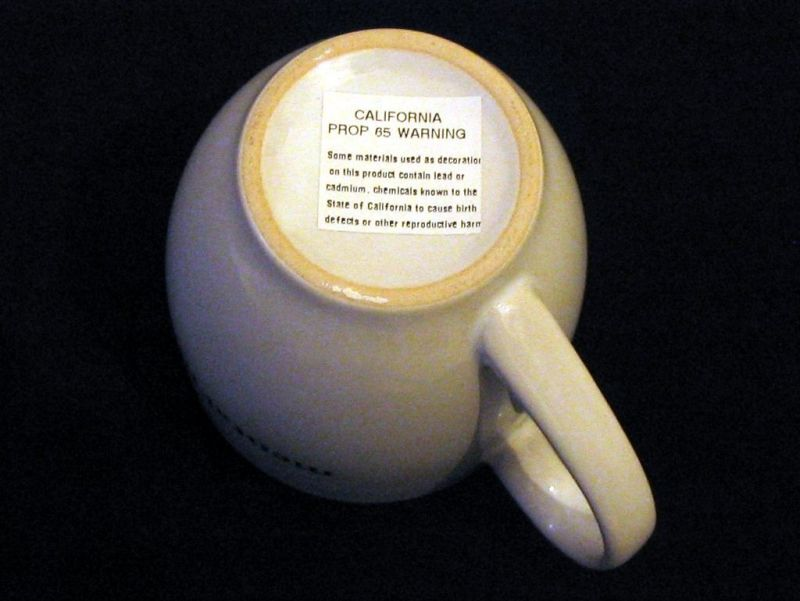
Proposition 65 Kennzeichnung/Warnung (Vor dem 30. Sept. 2018)

Proposition 65 wird von Cal/EPAs California Office of Environmental Health Hazard Assessment (OEHHA) verwaltet und regelt auf zweierlei Weisen die Stoffe, welche in Kalifornien offiziell als krebserzeugend, geburtsmindernd oder reproduktionsschädigend eingestuft sind. Die erste gesetzliche Vorschrift von Proposition 65 verbietet es Unternehmen, gelistete Stoffe wissentlich direkt in Trinkwasserquellen oder an Orte zu leiten, von denen diese in Trinkwasserquellen gelangen könnten. In zweiter Linie verbietet es Unternehmern, wissentlich oder beabsichtigt eine Person gelisteten Stoffen auszusetzen, ohne jene vorher explizit gewarnt und auf das Risiko hingewiesen zu haben (Kennzeichnung).
Eine Liste der von Proposition 65 erfassten Stoffe wird regelmäßig aktualisiert und veröffentlicht. Auf Basis kalifornischer Analysen und aktuellen wissenschaftlichen Erkenntnissen werden Chemikalien der Liste hinzugefügt oder entfernt. Alle Stoffe sind gelistet mit ihren bekannten Risikofaktoren, dem Auflistungsdatum, der eindeutigen CAS-Nummer und gegebenenfalls, ob sie von der Liste gestrichen wurde.
Proposition 65 hatte einen hohen Anteil an der erfolgreichen Reduktion von bekannten toxischen Chemikalien, insbesondere bei Konsumprodukten. Der Erfolg veranschaulicht die Lücken in der Wirksamkeit der Giftschutzgesetze, wie aus dem US-amerikanischen Toxics Release Inventory hervorgeht.

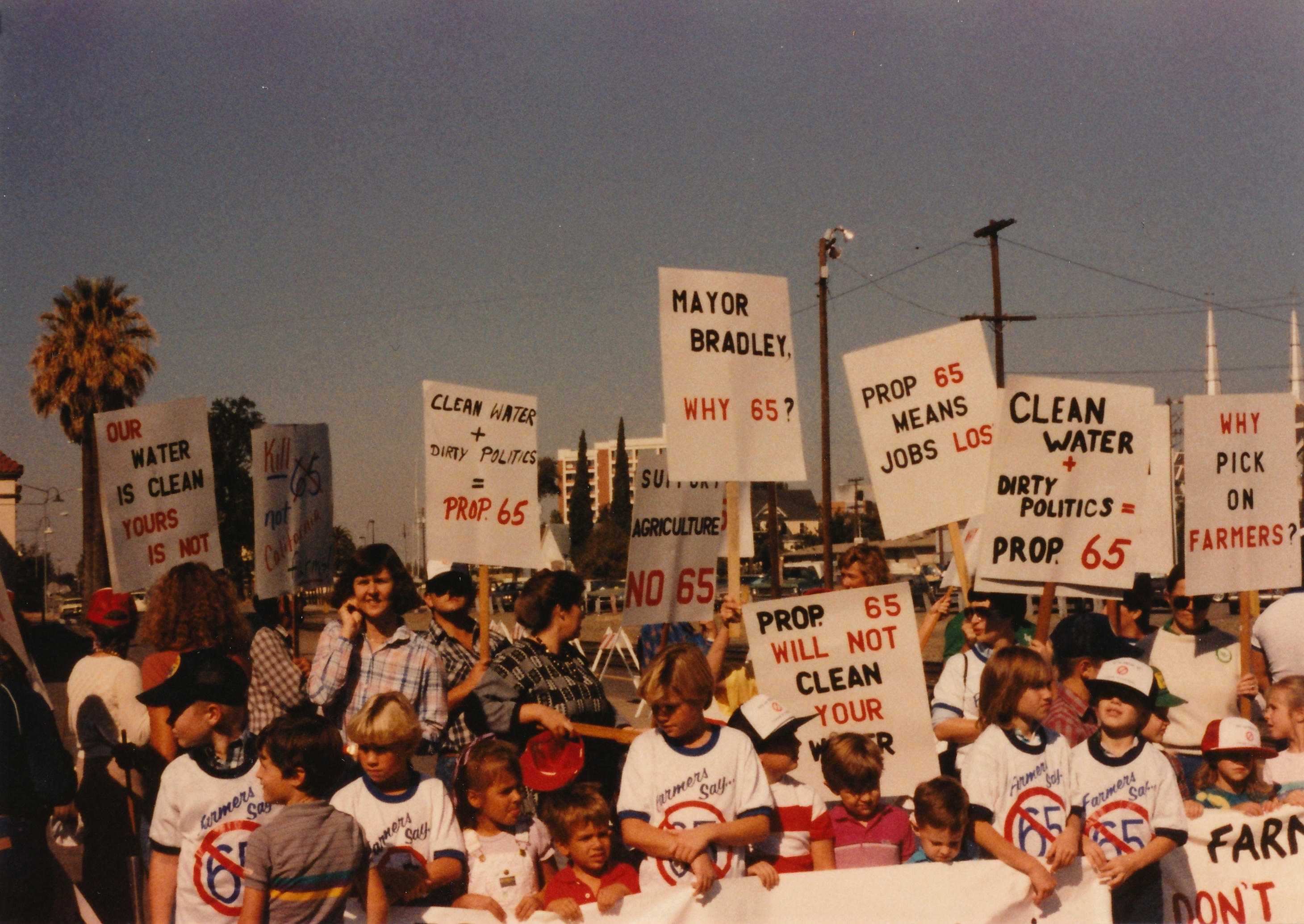
1986 Proteste gegen Proposition 65

Proposition 65 ist auch nach mehr als 30 Jahren noch politisch umstritten. Dies liegt zum großen Teil daran, dass Unternehmen die Beweislast von Proposition 65 auferliegt, welche es den Unternehmen abverlangt, das wissenschaftliche Sicherheitsniveau für bestimmte Krebs- und Geburtsfehler verursachende Chemikalien zu kennen, welches die Unternehmen die Öffentlichkeit absichtlich aussetzen, es sei denn, die Regierung hat diese Werte bereits festgelegt (Safe Harbor List). Der kalifornischen Umweltschutzbehörde zufolge hat "Proposition 65 ... das Bewusstsein der Öffentlichkeit für die nachteiligen Auswirkungen von Expositionen gegenüber gelisteten Chemikalien geschärft .... [und] einen Anreiz für Hersteller geschaffen, gelistete Chemikalien aus ihren Produkten zu entfernen .... Obwohl Proposition 65 den Kaliforniern zugute gekommen ist, hat es für Unternehmen, die in dem Staat Geschäfte machen, Kosten verursacht."

## Geltungsbereich
Die Anforderungen gelten für krebserregende Stoffe, bei denen die Exposition in der angegebenen Konzentration bei 70-jähriger Exposition bei 1 von 100.000 Personen zu Krebs führt. Von der OEHHA wird dieser Bereich Als "No Significant Risk Level" (Kurz: NSRL) bezeichnet, was übersetzt so viel wie "Keine signifikante Risikostufe" bedeutet.
Bei reproduktionstoxischen Stoffen gelten die Anforderungen für Stoffe, bei denen die angegebene Konzentration bei 1000-maliger Exposition zu keinem beobachtbaren Effekt führt. Von der OEHHA wird dieser Bereich als "Maximum Allowable Dose Level" (Kurz: MADL) bezeichnet, was übersetzt so viel wie "Maximal zulässiger Dosiswert" bedeutet.

## Durchführung
Die Durchsetzung bei Verstößen gegen die Proposition 65 erfolgt durch Zivilklage. Diese kann durch den Kalifornischen Attorney General, jeden beliebigen District Attorney (lokalen Staatsanwalt) des Regierungsbezirks oder Staatsanwälte der Stadt (bei Stadtpopulation >750.000) eingereicht werden. Auch Privatparteien wie Privatpersonen oder NGOs können "im öffentlichen Interesse" eine Klage unter bestimmten Voraussetzungen einreichen.
Sollte ein Unternehmen die Proposition 65 verletzen, sind Strafen bis zu 2.500 $ pro Tag pro Verletzung zu entrichten und er muss die Verfahrenskosten (Anwaltskosten) tragen. Darüber hinaus kann das Unternehmen von einem Gericht angewiesen werden, die Zuwiderhandlung einzustellen. Es können auch weitere Strafen verhängt werden, wie z. B. wegen unlautere Geschäftsmethoden, welche in der California Proposition 64 von 2004 verankert sind.

### Privatklage
Bevor eine Privatpartei eine Klage einreichen kann, muss sie vorher eine der vorgenannten staatlichen Stellen sowie den Unternehmer über den Verstoß informieren. Die staatliche Stelle hat nun 60 Tage Zeit zu entscheiden, ob sie selbst Klage erheben wird. Geschieht dies nicht, kann die Privatpartei selbst die Klage einreichen. Dieser Prozess wird auch 60-day notice genannt. Wird der Unternehmer hierdurch verurteilt erhält der Privatkläger eine finanzielle Belohnung für das Aufdecken des Missstandes.
Seit 2003 müssen Privatkläger ein Dokument einreichen, welches durch Expertenmeinung den Klagegrund stützt, um unseriösen Klagen vorzubeugen.

### Präventionsmöglichkeit der Unternehmer
Um einen Verstoß und einer evtl. daraus resultierende Klage vorzubeugen, können Unternehmen präventiv überprüfen, ob in berührbaren Teilen ihrer Produkte eine oder mehrere der 910 Chemikalien (Stand 28. Juni 2019) aus der aktuellen Proposition 65 Liste enthalten sind. Hierzu können entsprechende Chemikalien durch eine Excelliste oder Webseite, die eine Suche nach chemischen Namen oder CAS-Nummer anbietet, identifiziert werden. Produkthersteller erfahren hier ebenfalls, ob eine Chemikalie in ihren Produkten von der Proposition 65-Liste gestrichen wurde, beispielsweise Saccharin, das im Dezember 2010 gestrichen wurde.
Wurde ein Stoff ermittelt, der in der Prop65-Liste enthalten ist, sollte geprüft werden, ob in einem Urteil bereits ein Gesamtgehalt für den Stoff festgelegt wurde. Bei DEHP liegt dieser beispielsweise bei 1000ppm. Sollte es hier noch kein Urteil geben, empfiehlt es sich die "Safe Harbor Liste" zu überprüfen, ob hier ein Wert angegeben wird. Sollte dies der Fall sein, sollte ein Toxikologe einbezogen werden, da in der "Safe Harbor Liste" die Werte in μg/Tag/NSRL und/oder MADl angegeben ist und dies erst auf den Gesamtgehalt im Produkt umgelegt werden muss. Sollte es auch keine "Safe-Harbor-Empfehlung" geben, so empfiehlt es sich in jedem Fall toxikologisch bezüglich der zu erwartenden Exposition NSRL bzw. MADl prüfen zu lassen.

## Kennzeichnung

Warnhinweis seit dem 31. Aug. 2018

Folgender Warnhinweistext war bis zum 31. August 2018 für in Kalifornien verkaufte Produkte Standard, wenn diese Chemikalien enthielten, die auf der Prop-65-Liste standen und über dem Save-Harbor-Wert lagen:
WARNING:  This product contains chemicals known to the State of California to cause cancer and birth defects or other reproductive harm.
Der Wortlaut konnte nach Bedarf geändert werden, sofern bekannt ist, dass die betreffende Chemikalie dem Staat bekannt ist, Krebs, Geburtsfehler oder andere reproduktive Schäden zu verursachen. Bei Expositionen aus anderen Quellen, z. B. Autoabgasen in einem Parkhaus, konnte ein Standardschild lauten: "This area contains chemicals known to the State of California to cause cancer, or birth defects or other reproductive harm"
Seit dem 1. September 2018 muss das Wort "Warnung" in Großbuchstaben angegeben und ein Warnsymbol daneben platziert werden, welches selbst nicht kleiner sein darf als das Wort "WARNUNG". Die Expositionswarnung selbst darf nicht kleiner als 6 Punkte sein, aber auch nicht kleiner als andere Warnhinweise.

## Liste der Chemikalien
Gemäß Proposition 65 muss der Gesetzgeber die Liste der Chemikalien, von denen bekannt ist, dass sie Krebs oder Reproduktionstoxizität verursachen, mindestens einmal im Jahr überarbeiten und veröffentlichen.
Zusätzlich wird eine "safe harbor list" (dt.: Sicherer-Hafen-Liste) veröffentlicht, die Grenzwerte für einige Stoffe der Proposition 65 Liste enthält, bis zu denen der Unternehmer sicher sein kann, dass keine Kennzeichnung benötigt wird.